# Belgisches Staatsblatt
Das Belgische Staatsblatt (B.S.; niederländisch Belgisch Staatsblad, französisch Moniteur belge) ist seit 1845 das offizielle Amtsblatt des Königreichs Belgien. Alle Rechtsnormen der föderalen, gemeinschaftlichen und regionalen Parlamente und Regierungen müssen im Staatsblatt veröffentlicht werden, um Rechtsverbindlichkeit zu erlangen. Es enthält jedoch auch eine Reihe anderer Veröffentlichungen.
Das Staatsblatt erscheint seit dem 16. Juni 1831. Seit dem 3. Juni 1997 wird es an allen Werkstagen in elektronischer Form auf der Webseite des Föderalen Öffentlichen Dienst (FÖD) Justiz (ehemaliges Justizministerium) veröffentlicht.

## Inhalt
Werden im Staatsblatt im Prinzip veröffentlicht: alle föderalen Gesetze, Königliche Erlasse und Ministererlasse, alle Dekrete der Gemeinschaften (Flämische, Französische und Deutschsprachige Gemeinschaft) und der Flämischen und Wallonischen Region sowie die Ordonnanzen der Region Brüssel-Hauptstadt (und der besonderen Brüsseler Organe), die Regierungserlasse der Gemeinschaften und Regionen und die Ministererlasse. Betreffen die verschiedenen Erlasse jedoch nicht die Allgemeinheit der Bürger, können sie nur auszugsweise oder durch Vermerk veröffentlicht werden. Haben sie keinen gemeinnützigen Charakter, können sie auch gar nicht veröffentlicht werden. Das Staatsblatt veröffentlicht jedoch keine koordinierten Fassungen der genannten Rechtstexte.
Im Staatsblatt werden ebenfalls Klagen vor dem Verfassungsgerichtshof und Auszüge aus seinen Urteilen veröffentlicht. In gewissen Fällen werden auch Klagen vor dem Staatsrat veröffentlicht. Des Weiteren werden frei gewordene Beamtenstellen im Staatsblatt ausgeschrieben.
In einem zweiten Teil des Staatsblattes befinden sich immer die sogenannten gesetzlichen und verschiedenen Bekanntmachungen. Zu diesen gehören unter anderem die Veröffentlichung der Statuten (in Deutschland: Satzungen) von Gesellschaften, Ankündigungen der Generalversammlungen der Aktionäre dieser Gesellschaften, Gerichtsurteile zur Feststellung des Konkurses von Gesellschaft und zur Ernennung der Konkursverwalter oder verschiedene notariell beglaubigte Akte aus dem Familienrecht.
Öffentliche Aufträge werden nicht im Staatsblatt selbst veröffentlicht, sondern im Bulletin der Ausschreibungen (ndl: Bulletin der aanbestedingen, frz.: Bulletin des adjudications), das jedoch vom Staatsblatt herausgegeben wird.
Im Prinzip werden die Rechtsakte der Provinzen nicht im Staatsblatt, sondern im Verwaltungsblatt oder Verwaltungsmemorial (ndl: Bestuursmemoriaal, frz.: Mémorial administratif), jeder Provinz veröffentlicht. Die Rechtsakte der Gemeinden müssen im Prinzip in keinem Amtsblatt veröffentlicht werden, sondern werden gegebenenfalls nur ausgehängt oder stehen zur Einsicht in den Gemeindeverwaltungen frei.

## Aussehen
Das Aussehen des Belgischen Staatsblattes hat sich im Laufe der Jahre gewandelt. Seit der progressiven Einführung der belgischen Sprachgesetze Mitte des Neunzehnten Jahrhunderts hat sich das Staatsblatt von einem einsprachig französischsprachigen zu einem mindestens zweisprachigen (Französisch und Niederländisch) und manchmal dreisprachigen (Deutsch hinzu) Blatt entwickelt.
Die föderalen Rechtstexte und die der Region Brüssel-Hauptstadt werden systematisch in zwei Spalten veröffentlicht, die eine in niederländischer, die andere in französischer Sprache. In Ausnahmefällen (beispielsweise Verfassungsrevisionen) werden föderale Texte auch in drei Spalten veröffentlicht, wobei die letzte Spalte die deutsche Version des Textes enthält. In diesem Fall ist die Blattausrichtung waagerecht.
Die Rechtstexte der Gemeinschaften und anderen Regionen und ihre jeweiligen Übersetzungen werden dagegen nacheinander veröffentlicht.
Das Staatsblatt wird ab dem 1. Januar (bzw. dem nächsten Werktag) neu und bis Jahresende durchgehend nummeriert. Jedes Jahr wird mit einer Seite eins angefangen und die Seitenzahlen werden bis zum Jahresende durchgehend nummeriert.

## Elektronische Veröffentlichung
Die elektronische Veröffentlichung des Belgischen Staatsblattes findet seit dem 3. Juni 1997 statt. Durch das Programmgesetz vom 24. Dezember 2002 wurde dieser Art der Veröffentlichung ein gesetzlicher Rahmen gegeben. Das Ziel dieses Gesetzes war, ab dem 1. Januar 2003 das Staatsblatt in nur noch drei Exemplaren zu drucken und daneben die elektronische Veröffentlichung für die Bevölkerung rechtsverbindlich zu machen. Dieses System wurde jedoch vor dem Verfassungsgerichtshof (damals noch Schiedshof) angefochten, mit der Begründung, dass nicht jeder Bürger Zugang zum Internet und somit keine Einsicht in die Rechtsnormen habe. Am 16. Juni 2004 urteilte der Verfassungsgerichtshof, dass in der Tat eine ungerechte Behandlung zwischen Bürgern, die Zugang zum Internet haben, und Bürgern, bei denen dies nicht der Fall ist, und somit eine Verletzung der Artikel 10 und 11 der Verfassung (Prinzip der Gleichberechtigung) vorlag.
Somit war eine gesetzliche Anpassung vorzunehmen. Das Belgische Staatsblatt wird seitdem in vier Exemplaren gedruckt. „Ein Exemplar wird in Ausführung des Gesetzes vom 8. April 1965 zur Einführung der Ablieferung von Pflichtexemplaren an die Königliche Bibliothek von Belgien hinterlegt, ein Exemplar wird beim Minister der Justiz als dem Hüter des Staatssiegels aufbewahrt, ein Exemplar wird an das Allgemeine Staatsarchiv weitergeleitet und ein Exemplar ist zur Einsichtnahme bei der Direktion des Belgischen Staatsblattes verfügbar. Ein Exemplar wird auf Mikrofilm aufbewahrt.“ Außerdem wurde die Einrichtung einer kostenlosen Telefon-Hotline vorgesehen, bei der die Bürger sich bestimmte gedruckte Versionen des Staatsblattes zum Selbstkostenpreis zustellen lassen können.

## Geschichte
Das Belgische Staatsblatt war nicht das einzige Amtsblatt Belgiens. Zuvor dienten die Blätter Union belge und L'Indépendant, das mit dem Memorial belge fusioniert hatte, als Amtsblätter. Durch einen Erlass vom 10. Juni 1831 aus der Feder des belgischen Regenten Surlet de Chokier gründete die Exekutive schließlich den Moniteur belge, der am 16. Juni 1831 zum ersten Mal erschien. Noch war er nicht das offizielle Amtsblatt, sondern diente dazu, über die Parlamentsdebatten zu berichten und die Entscheidungen der Exekutive zu veröffentlichen. Rein politische Stellungnahmen und Pamphlete waren nicht selten anzutreffen.
Seit der Revolution wurden die Gesetze des Parlamentes und die Königlichen Erlasse im Bulletin officiel des lois et arrêtés royaux de la Belgique veröffentlicht. In der Zwischenzeit wurde der Moniteur belge weitgehend entpolitisiert und im Jahre 1845 entfiel das Bulletin officiel und nur die Veröffentlichung im Moniteur gab den Gesetzen (und später den Erlassen) eine rechtsverbindliche Wirkung. Das Belgische Staatsblatt ist somit seitdem das einzige offizielle Amtsblatt auf nationaler Ebene.